# Berthold von Herbolzheim
Berthold von Herbolzheim ist der von Rudolf von Ems genannte Verfasser eines nicht erhaltenen mittelalterlichen Alexanderromans, der vermutlich im Auftrag Bertholds IV. von Zähringen (um 1125–1186) oder Bertholds V. von Zähringen (um 1160–1218) entstanden ist.

## Die einzige Quelle
Da Bertholds von Herbolzheim Text nicht erhalten ist, und Text und Autor nur in einer einzigen Quelle erwähnt werden, ist es schwierig, überhaupt gesicherte Aussagen zu ihm zu machen. Die einzige mittelalterliche Quelle ist ein weiterer literarischer Text: In dem um 1240 verfassten Alexanderroman des Rudolf von Ems nennt dieser als einen seiner Vorgänger in diesem Genre einen Berthold von Herbolzheim. Die entsprechende Stelle bei Rudolf von Ems (links) lautet in der Übersetzung Michael Bärmanns (rechts):
| Des hân ich gar verwegen mich, und ist daz genouc tumplich wan sô manec wîse man vor mir sich hât genommen an ze tihtenne diu mære. dem edelen Zäringære tihtes durch sîner hulde solt von Herbolzheim her Berhtolt, der hât als ein bescheiden man gevouge und wol gesprochen dran und tet bescheidenlîche erkant daz er von im geschriben vant. doch hât er getihtet niht des diu histôrje von im giht, daz der zehende möhte wesn des ich von ime hân gelesn. | Dazu habe ich mich fest entschlossen, auch wenn es töricht ist, da vor mir so zahlreiche gelehrte Männer es unternommen haben, die Geschichte [sc. Alexanders des Großen] zu verfassen. Für den vornehmen Zähringer verfaßte sie – um den Lohn von dessen Wohlwollen – Herr Berthold von Herbolzheim. Wie ein verständiger Mann besaß er Kunstfertigkeit und hat mit angenehmen Worten berichtet und in verständiger Weise beurteilt, was er an schriftlichen Quellen vorfand. Aber er hat nicht den zehnten Teil davon erzählt, was, soweit ich gelesen habe, über ihn berichtet wird. |

Diesem Text lässt sich entnehmen, dass Rudolf von Ems aufgrund einer ihm vorliegenden vollständigen Alexander-Handschrift oder eines Fragments davon, durch Paraphrasen dieses Textes oder andere, nicht erhaltene literarische oder mündliche Bezeugungen (beispielsweise vom Hörensagen) von einem Verfasser wusste, dem man eine Dichtung über Alexander den Großen (356–323 v. Chr.) zuschrieb und den er unter dem Namen Berthold von Herbolzheim kannte. Dieser Berthold hatte seine Alexanderdichtung nach Rudolfs Kenntnissen einem männlichen Angehörigen der herzoglichen Familie von Zähringen gewidmet, den Text also vermutlich dessen Auftrag verfasst. Der Alexandertext muss demnach vor 1240 (der mutmaßlichen Entstehungszeit von Rudolfs Text) verfasst worden sein. Dieses Werk scheint Rudolf hinsichtlich des formalen Könnens Bertholds lobenswert. Auch die verständige Art der Darstellung hebt er positiv hervor. Kritisch bemerkt Rudolf dagegen, dass Berthold über eine vergleichsweise schmale Stoffgrundlage verfügte: Gemäß Rudolfs Urteil hat dieser nur einen geringen Teil (die Angabe „weniger als ein Zehntel“ ist vermutlich nicht wörtlich zu nehmen) dessen erzählt, was man über Alexander erzählen könnte, bzw. was Rudolf erzählenswert erschien.
Der beigegebene Herren-Titel (her Berhtolt), dessen Authentizität nicht gesichert ist, könnte eine adlige Standeszugehörigkeit zum Ausdruck bringen, während der Zusatz „von Herbolzheim“ wohl auf Bertholds Herkunfts- bzw. Aufenthaltsort zu beziehen ist. In jüngster Zeit in Herbolzheim entdeckte Reste einer Burg sowie einige Urkunden zwischen 1108/1122 und 1216, in denen mehrere Personen nachgewiesen sind, die sich nach dem Ort bei Freiburg nannten, lassen auf die Existenz einer Herbolzheimer Ministerialenfamilie schließen. Ein Berthold ist allerdings nicht darunter. Diese Personen könnten allerdings Verwandte des Alexanderdichters gewesen sein.
Bärmanns Lesart stützt sich auf die beiden einzigen Textzeugen von Rudolfs Alexanderroman, die beide aus der ersten Hälfte des 15. Jahrhunderts stammen, vom Autor selbst also rund zwei Jahrhunderte getrennt sind. Der ursprüngliche Wortlaut der Textpassage ist daher nicht mehr zu ermitteln.

## Der Auftraggeber
Der bei Rudolf genannte edele Zäringære wird in der Forschungsliteratur meist mit Berthold V. von Zähringen (um 1160–1218) gleichgesetzt, zweifelsfrei beweisbar ist dies allerdings nicht. Bärmann schlägt mit ebenso guten Argumenten dessen Vater, Berthold IV. von Zähringen, (um 1125–1186) als möglichen Auftraggeber vor.
Beide Herrscher kommen als Thronkandidaten bzw. Städtegründer und Kriegsherren als Mäzene einer Dichtung über den dem Mittelalter als Herrschervorbild geltenden Alexander in Frage. Berthold V. habe, so Bärmann, französische Alexandertexte in Burgund kennenlernen können, wo die Zähringer seit 1090 über Besitzungen hatten (und seit 1127 die Rektoratsrechte). Berthold IV. hätte über dieselbe Verbindung den Alexanderroman Alberics von Besançon, der dem Alexanderlied des Pfaffen Lamprecht, der frühesten deutschen Alexanderdichtung, als Quelle diente, kennenlernen können. Möglich ist auch, dass der umfangreiche französische Alexanderroman des Alexander von Paris die Vorlage Bertholds war – dies ist allerdings wenig wahrscheinlich, da dieser, nach Auskunft Rudolfs, nur einen kleinen Teil der verfügbaren Materialien verwendete. In Frage kommen daher auch die kürzeren Dichtungen, wie die Zehnsilberredaktion oder ihre Fortsetzung durch Lambert de Tort aus den siebziger Jahren des 12. Jahrhunderts.
Fraglos jedoch spielte die Alexanderfigur für das mittelalterliche Freiburg eine wichtige Rolle: Die Figur erscheint unter anderem auch in einem romanischen Relief im ältesten Teil des Freiburger Münsters sowie auf dem sog. Wappenteppich im Freiburger Augustinermuseum.